# Gassificatore
Per gassificatore (da non confondersi con rigassificatore) si intende un impianto che a partire da vari materiali (fra cui determinati tipi di rifiuti) ricava combustibili gassosi impiegabili per la produzione di energia. Vengono spesso proposti come alternativa agli inceneritori.

## Principi
I gassificatori sfruttano la dissociazione molecolare, definita pirolisi, usata per convertire direttamente i materiali organici in gas, appunto, mediante riscaldamento in presenza di ridotte quantità di ossigeno: essi sono completamente distrutti scindendone le molecole, generalmente lunghe catene carboniose, in molecole più semplici di monossido di carbonio, idrogeno e metano, che formano un "gas di sintesi" (syngas), questo è un gas combustibile costituito in gran parte da metano e monossido di carbonio. Altri prodotti della gassificazione sono il "char", un solido carbonioso, molto simile al carbone ed il "tar", un liquido dannoso per gli impianti, composto da idrocarburi aromatici di tipo catramoso, anidride carbonica e nanoparticolato. L'impatto ambientale di un gassificatore aumenta all'aumentare della percentuale di tar all'interno del syngas, la cui presenza dipende da molteplici fattori, quali la temperatura di combustione, la pressione nel reattore ed il tipo di combustibile utilizzato.
A differenza dei pirolizzatori, i quali attuano la pirolisi in senso stretto, ovvero in totale assenza di ossigeno, i gassificatori operano invece in presenza di piccole quantità di tale elemento producendo anche una ossidazione parziale; in relazione al tipo di processo utilizzato, i gassificatori possono considerarsi come una tecnologia intermedia tra l'incenerimento e la pirolisi propriamente detta. Le applicazioni più diffuse e collaudate riguardano specifiche tipologie di rifiuti, quali ad esempio scarti di cartiera, pneumatici, plastiche, biomasse (scarti vegetali, legno, sansa di olive, ecc).
Alcuni produttori di impianti affermano di poter trattare anche rifiuti urbani indifferenziati senza alcun genere di pretrattamento, ma, mentre nei casi appena citati, conoscendo molto bene il combustibile introdotto, è possibile tenere sotto controllo la reazione di gassificazione, e quindi la quantità di tar, anidride carbonica ed ossidi d'azoto emessi, nel caso della combustione di rifiuti solidi urbani non si è in grado (o lo si è in maniera molto minore) di determinare la composizione del syngas e la presenza di inquinanti al suo interno.
Se si trattano biomasse, l'energia imprigionata attraverso la fotosintesi clorofilliana in tali sostanze organiche può così essere liberata o bruciando il gas di sintesi (syngas) in una camera di combustione a contatto con una caldaia per sfruttarne il calore o alimentare una turbina a vapore, o usandolo come combustibile per sistemi turbogas e motori a scoppio, o ricavandone idrogeno da usare poi in pile a combustibile per produrre elettricità. Questo gas può essere successivamente utilizzato per produrre energia elettrica (con rendimenti da due a tre volte più alti di un comune inceneritore) nonché ovviamente calore. Il syngas combusto è ricchissimo di inquinanti quali ossidi d'azoto (ed in parte di zolfo) ed inquinanti organici e deve, quindi, essere sottoposto a trattamenti per l'abbattimento di queste sostanze, mediante reagenti quali ammoniaca, bicarbonato e forti getti d'acqua, dopodiché solitamente viene filtrato attraverso filtri a maniche prima di poter essere immesso in atmosfera. Tutti questi trattamenti non possono, però abbattere le quantità di nanoparticolato emesse, in quanto nessun sistema di filtraggio è ancora in grado di arrestare questo tipo di particelle.
| Impianti di gassificazione e pirolisi attualmente in Italia |                  |              |                         |                                 |
| Località                                                    | Stato            | Sviluppo     | Tecnologia              | Rifiuti trattati                |
| Villa Santina (UD)                                          | Inattivo         | Pilota       | Gassificatore statico   | CDR, RPM                        |
| Sedegliano (UD)                                             | In progettazione | Dimostrativo | Pirolisi+gassificazione | RI                              |
| Montebelluna (TV)                                           | In progettazione | Commerciale  | Torcia al plasma        | Fraz. secca, CDR                |
| Dueville (VI)                                               | In progettazione | Commerciale  | Torcia al plasma        | CDR, RS                         |
| Vicenza                                                     | n.d.             | Dimostrativo | Gassificatore statico   | Carbone, CDR                    |
| Fornovo S.G (BG)                                            | Operativo        | Pilota       | Gassificazione          | PFU, CDR, RS                    |
| Cascina (PI)                                                | In costruzione   | Commerciale  | Gass. a letto fluido    | Biomasse                        |
| Malagrotta (RM)                                             | In rodaggio      | Sperimentale | Gassificazione          | CDR                             |
| Caserta (CE)                                                | Inattivo         | Pilota       | Gass. a letto fluido    | Biomasse, scarti plastici da RD |
| Brindisi                                                    | In progettazione | Commerciale  | Torcia al plasma        | RU trattati                     |
| Rossano (CS)                                                | Operativo        | Commerciale  | Gassificazione          | Sanse esauste                   |
| Torregrande (OR)                                            | Operativo        | Commerciale  | Pirolisi                | ROS, RS                         |
| Siniscola (NU)                                              | In progettazione | Commerciale  | Torcia al plasma        | RS/RI                           |

I gassificatori sono impiantisticamente molto versatili – possono essere di varia tipologia e potenza, perciò si possono costruire direttamente dove servono diminuendo i costi e l'inquinamento del trasporto – e sono un sistema efficiente per sfruttare le potenzialità energetiche delle biomasse in generale, oltre che dei rifiuti solidi urbani: si prestano pertanto a essere usati in agricoltura, poiché permettono di sfruttare terreni poco produttivi o adatti solo a colture non pregiate per produrre energia, un bene invece dal valore in continua crescita.
Pertanto, a fronte di un investimento relativamente modesto sia in fase di costruzione sia in gestione (grazie alla possibilità di introdurre una grande varietà di materiale organico anche non trattato), permettono di ottenere un guadagno costante e sicuro, grazie anche agli incentivi statali (Certificati Verdi o Tariffa Onnicomprensiva) che questo tipo di fonti ottengono, il che dà loro alte potenzialità di sviluppo anche nel medio-breve termine, in un contesto di difficoltà di smaltimento dei rifiuti (e di opposizione alla costruzione di inceneritori tradizionali per i timori per la salute e l'ambiente) e di contrazione del mercato per gli agricoltori.

## Impianti e tecnologie specifiche
Le emissioni sono molto variabili a seconda della tecnologia e dell'impianto: si veda la voce Inceneritore per un confronto.
Gli impianti si possono differenziare in base alle temperature di reazione, quelli che operano ad una temperatura più alta di 1000 °C svolgono la reazione in modo più rapido, quelli che operano a temperature più basse 350-600 °C, hanno tempi di reazione molto lunghi, anche di 24 ore.
Nel caso dell'impianto islandese di Húsavík, che opera a temperature inferiori ai 400 °C (permettendo fra l'altro la completa autonomia di funzionamento, in quanto per raggiungere questa temperatura si usa parte del gas di sintesi prodotto), alla fine del processo rimangono ceneri per il 3% della massa immessa, mentre dal lato delle emissioni, in particolare:
- la bassa temperatura riduce di oltre cento volte l'emissione di polveri sottili (e in particolare è ridotta la produzione di nanopolveri, che si formano soprattutto ad alte temperature in presenza di forti turbolenze), la cui produzione si concentra nella fase della combustione, in cui può però essere limitata grazie alla purezza del gas ottenuto;
- gli ossidi di azoto sono ridotti perché nella combustione l'idrogeno ne sequestra i precursori;
- i metalli pesanti sono ridotti notevolmente, perché data la bassa temperatura ne è ridotta la sublimazione e la liberazione nell'aria sotto forma di piccole impurità;
- la concentrazione di diossine e furani è inferiore ai livelli misurabili: la cinetica di reazione che negli inceneritori porta alla formazione di diossine, non interviene alle normali temperature d'esercizio (la diossina si forma soprattutto fra i 400 e gli 800 °C), senza contare che l'alta efficienza della combustione abbassa la quantità di composti organici necessari alla loro formazione.[4]

Il rendimento energetico totale (elettricità + calore) di tali impianti è dichiarato attorno al 70% ed è gestibile in modo molto più flessibile rispetto ad un inceneritore. Si può infatti scalare, a seconda della necessità e della stagione da un 60% elettrico + 10% termico ad un 20% elettrico + 50% termico. Viceversa un inceneritore è molto più rigido ed in ogni caso la produzione elettrica a stento supera il 25% anche nelle migliori condizioni. I rendimenti di entrambe le tipologie di impianti ovviamente salgono molto se si ha la possibilità di sfruttare il calore in una rete di teleriscaldamento.
Un classico processo di gassificazione dei rifiuti è quello basato sull'utilizzo di un reattore HTCW (High Temperature Conversion of Waste): produce la dissociazione molecolare a una temperatura di 2700 °C, mentre le ridotte quantità di ossigeno impediscono la combustione favorendo piuttosto un processo di ossidazione parziale che trasforma il carbonio in CO e produce H2. Le diossine, i furani e altri inquinanti correlati, in queste condizioni subiscono scissione in composti non nocivi. Rispetto a un classico inceneritore, le emissioni di polveri ed inquinanti gassosi (gas acidi, CO ecc.) risultano variabili in funzione della tecnologia utilizzata e comunque minori, mentre il livello di metalli pesanti è sostanzialmente identico ma il mercurio può anche essere maggiore (in particolare in funzione del tipo di rifiuti trattati, ad esempio plastiche e pneumatici hanno emissioni diverse da biomasse legnose): si veda la voce inceneritore per un confronto. La frazione minerale viene trasformata in una fase vetrosa che trova uso in svariate applicazioni.

### Torcia al plasma
Un processo di gassificazione differente adotta come fonte di calore una torcia al plasma, originariamente sviluppata per la NASA allo scopo di mettere alla prova i materiali realizzati per resistere alle altissime temperature cui sono sottoposte le navicelle spaziali al rientro nell'atmosfera a causa dell'attrito.
Il plasma generato dalla torcia comprende gas ionizzato a temperature comprese fra i 7000 e i 13000 °C: l'elevatissima quantità di energia, applicata ai rifiuti:
- decompone le molecole organiche (in una zona di reazione dove la temperatura va dai 3000 ai 4000 °C), che, con l'aggiunta di vapore d'acqua, producono così un gas di sintesi simile a quello prodotto una volta nei gasogeni a carbone, e più precisamente composto di idrogeno (53%) e monossido di carbonio (33%), nonché anidride carbonica, azoto molecolare e metano (recuperato per produrre elettricità);
- fonde i materiali inorganici e li trasforma in una roccia vetrosa simile alla lava, totalmente inerte e non nociva, che può essere usata come materiale da costruzione (in questo modo non può essere recuperato il materiale ferroso o l'alluminio come con le scorie degli inceneritori). In questa "lava" sono totalmente conglobati e quindi resi inerti tutti i metalli pesanti, perciò non si hanno ceneri volanti che li contengano. Questi sono gli unici scarti: il tipo di combustione non permette la produzione di nessun composto tossico o pericoloso come diossine, furani o ceneri.[5]

Per questo un reattore al plasma può trattare pneumatici, PVC, rifiuti ospedalieri e altri rifiuti industriali con emissioni minori di un normale inceneritore.
Secondo alcune fonti l'adozione di questa tecnologia sarebbe relativamente economica: circa il 20-40% in meno di un termovalorizzatore di ultima generazione per costi di costruzione e gestione, a parità di produzione netta di energia, nonostante la generazione di plasma a 7000-13000 °C comporti come ovvio elevatissimi consumi energetici; non risultano tuttavia impianti di questo genere per i rifiuti urbani, ma solo per lo smaltimento dei rifiuti tossici come ceneri volanti da inceneritori, residui amiantiferi e PCB, mentre – come si è detto a proposito delle scorie – sono allo studio applicazioni della tecnologia della torcia al plasma per la loro vetrificazione, che risolverebbero un problema piuttosto grave degli inceneritori (cioè lo smaltimento delle scorie pesanti, che sono rifiuti pericolosi). La convenienza di questa operazione dipende dai consumi energetici del processo, come visto elevati, e dall'uso che si può fare del materiale ottenuto.
A proposito del secondo aspetto, secondo uno studio del Politecnico di Torino nell'impianto pilota di Treviso, le tecnologie attuali permettono di usarlo per produrre piastrelle vetroceramiche di qualità e ottimo materiale da costruzione, a partire da una sostanza vetrosa composta prevalentemente di SiO2, Al2O3, Na2O, CaO e Fe2O3 e di volume minore del 70% rispetto alle scorie di partenza (dall'inceneritore di Vercelli), contenenti principalmente ossidi di silicio, calcio, sodio, alluminio e ferro, oltre che vari inquinanti (eliminati dal processo, come previsto).

## Aspetti normativi
A livello normativo il gassificatore è parificato a un impianto di incenerimento: "impianto di incenerimento: qualsiasi unità e attrezzatura tecnica, fissa o mobile, destinata al trattamento termico di rifiuti ai fini dello smaltimento, con o senza recupero del calore prodotto dalla combustione. Sono compresi in questa definizione l'incenerimento mediante ossidazione dei rifiuti, nonché altri processi di trattamento termico, quali ad esempio la pirolisi, la massificazione ed il processo al plasma, a condizione che le sostanze risultanti dal trattamento siano successivamente incenerite. La definizione include il sito e l'intero impianto di incenerimento, compresi le linee di incenerimento, la ricezione dei rifiuti in ingresso allo stabilimento e lo stoccaggio, le installazioni di pretrattamento in loco, i sistemi di alimentazione dei rifiuti, del combustibile ausiliario e dell'aria di combustione, i generatori di calore, le apparecchiature di trattamento, movimentazione e stoccaggio in loco delle acque reflue e dei rifiuti risultanti dal processo di incenerimento, le apparecchiature di trattamento degli effluenti gassosi, i camini, i dispositivi ed i sistemi di controllo delle varie operazioni e di registrazione e monitoraggio delle condizioni di incenerimento" (cfr. art. 2 comma 1 Dlgs 133/05).